# Christopher Burton
Christopher „Chris“ Burton (* 22. November 1981 in Toowoomba, Queensland) ist ein australischer Vielseitigkeitsreiter.
Mit dem Reiten begann Burton bereits dreijährig auf der Farm seiner Eltern. Bereits im Jahr 2003 war mit Deo Juvante bei der 4*-Vielseitigkeit von Adelaide am Start, fünf Jahre später gewann er diese erstmals.
Sein erstes internationales Championat bestritt er 2010 bei den Weltreiterspielen in Lexington (Kentucky). Er war dort als Einzelreiter außerhalb der Mannschaft am Start. Um seine Chancen auf eine Olympiateilnahme 2012 zu vergrößern, zog Chris Burton im Jahr 2011 ins englische Dorset. In Australien lebt er in Wilberforce. Im selben Jahr schloss er die Gesamtwertung des Weltcups auf dem zweiten Rang ab.
Seine ersten Olympischen Spiele bestritt er 2012 in London, wo er mit Leilani Teil der australischen Mannschaft war und in der Einzelwertung zu den 20 besten Teilnehmern zählte. In den Jahren 2012 und 2013 gewann er jeweils den CICO 3* im Rahmen des CHIO Aachen. Im Herbst 2013 übernahm er den Wallach Jamaimo vom australischen Reiter Wilhelm Enzinger. Ihr gemeinsames Turnierdebüt hatten sie beim CCI 4* Adelaide, welches sie auch direkt mit einem Sieg beendeten. Bei den Weltreiterspielen 2014 war er mit Jamaimo am Start, verzichtete jedoch vor dem Geländetag auf eine weitere Teilnahme.
An den Olympischen Spielen 2016 nahm Chris Burton mit Santano II teil. Hier lag er nach der Dressur auf dem zweiten Rang und war einer der wenigen Reiter, die im Gelände keine Minuspunkte hinzubekamen. Damit lag er nach dem Gelände in Führung. In den abschließenden Springen zeigten Burton und Santano II jedoch Schwächen: Acht Strafpunkte im Mannschaftsspringen ließen Australien auf den Bronzerang abrutschen, mit weiteren acht Strafpunkten im Einzelspringen vergab er endgültig sein Chance auf eine Einzelmedaille und kam nur noch auf den fünften Rang.
Wenige Wochen nach den Olympischen Spielen gewann Burton erstmals die Burghley Horse Trials.
Bei den Olympischen Spielen 2024 gewann er in der Vielseitigkeit die Silbermedaille im Einzel.
Er trainiert beim australischen Dressurreiter Brett Parbery und seit 2010 zusätzlich bei Prue Barratt.

## Pferde (Auszug)
- Santano II (* 2007), Hannoveraner Rappwallach, Vater: Sandro Hit, Muttervater: Brentano II[4]
- Nobilis 18 (* 2005), brauner Hannoveraner Wallach, Vater: Nobre xx, Muttervater: Lemon xx; bis 2013 unter anderem von Michael Jung geritten[5][6]
- TS Jamaimo (* 1999), brauner Vollblutwallach, Vater: Urgent Request, Muttervater: Bustino[7]
- Underdiscussion (* 1998), Hannoveraner Rappwallach, Vater: Lantham, zuletzt 2012 im internationalen Sport eingesetzt[8]
- Holstein Park Leilani (* 1996), Fuchsstute, Vater: Lander, zuletzt 2013 im internationalen Sport eingesetzt[9]

## Erfolge
- Olympische Sommerspiele:
  - 2012, London: mit Leilani 6. Platz mit der Mannschaft und 16. Platz im Einzel
  - 2016, Rio de Janeiro: mit Santano II 3. Platz mit der Mannschaft und 5. Platz im Einzel
  - 2024, Paris: mit Shadow Man 2. Platz im Einzel und 15. Platz mit der Mannschaft

- Weltreiterspiele:
  - 2010, Lexington KY: mit Leilani 48. Platz im Einzel
  - 2014, Haras du Pin/Caen: mit Jamaimo 4. Platz mit der Mannschaft

- CCI 4*-Turniere:
  - CCI 4* Adelaide: Siege 2008 mit Newsprint und 2013 mit Jamaimo, 2. Platz 2010 mit Newsprint
  - Burghley Horse Trials: Sieg 2016 mit Nobilis